# Tietan
Tietanul este un compus heterociclic tetraciclic cu sulf cu formula chimică C3H6S. Este omologul superior al tiiranului.

## Obținere
Tietanul se obține în urma reacției dintre sulfura de sodiu și 1,3-dicloropropan.
Cl-(CH2)3-Cl + Na2S → C3H6S + 2NaCl